# Wytyczne techniczne G-1.3
Wytyczne techniczne G-1.3 – zbiór zasad technicznych dotyczący wykonywania prac geodezyjnych w Polsce związanych z wyznaczaniem skalarnych wartości elementów pola magnetycznego Ziemi oraz sporządzaniem dokumentacji zdjęcia magnetycznego kraju i jego aktualizacji, wprowadzony zaleceniem Dyrektora Biura Rozwoju Nauki i Techniki Andrzeja Zglińskiego z 8 czerwca 1982 w sprawie stosowania wytycznych technicznych "G-1.3 Pomiary pola magnetycznego Ziemi i opracowanie ich wyników". Wytyczne stanowią uzupełnienie instrukcji G-1 będącej do 8 czerwca 2012 standardem technicznym w geodezji.
Wytyczne zostały wprowadzone w celu ujednolicenia wykonywania pomiarów pola magnetycznego. Jedynym wydaniem jest wydanie I z 1982 opracowane w Instytucie Geodezji i Kartografii przez zespół w składzie: Marta Tulczyńska oraz Andrzej Żółtowski, zgodnie z zaleceniami Biura Rozwoju Nauki i Techniki Głównego Urzędu Geodezji i Kartografii reprezentowanego przez Leona Alexandrowicza i Edwarda Jarosińskiego. 
Jako "zdjęcie magnetyczne" wytyczne definiują całość prac nad wyznaczeniem elementów pola magnetycznego Ziemi na określonym obszarze i wykonywanych w określonym czasie na punktach osnowy magnetycznej, a jako obowiązujący poziom odniesienia przyjmują wyrównany, regionalny standard obserwatoriów magnetycznych Europy Środkowej i Europy Południowo-Wschodniej. Osnowę magnetyczną (punkty pomiaru) stanowią punkty zaliczane do dwóch klas: podstawowej i szczegółowej.
Do podstawowej osnowy zalicza się:
1. punkty główne w obserwatoriach magnetycznych
2. wiekowe punkty magnetyczne
3. punkty zdjęcia o przeciętnej gęstości nie większej niż 1 punkt na 60 km²

Osnowę szczegółową stanowią:
1. pozostałe punkty zdjęć magnetycznych dla wyznaczenia anomalii pola.

Oprócz klasyfikacji osnów wytyczne podają zasady wykonywania prac w zakresie:
- organizacji prac geodezyjnych wykonywania zdjęć magnetycznych oraz ich aktualizacji
- wyznaczania deklinacji i inklinacji magnetycznej
- wyznaczania natężeń pola, w tym natężeń składowych: poziomej i pionowej
- redukcji pomiarów i opracowania kartograficznego wyników tych pomiarów

Wytyczne zawierają również 9 załączników w postaci wzorów i przykładów wykonywanych podczas, i po zakończeniu, prac dokumentów geodezyjnych (dzienników, nomogramów i opisów).